# Hôpital Dupuytren
L’hôpital Dupuytren est un hôpital de l’Assistance publique - Hôpitaux de Paris (AP-HP) situé dans la commune française de Draveil dans l’Essonne.

## Histoire
Le centre hospitalier a porté les noms de l’homme d’État Joseph Joffre et de l’ancien chirurgien du Roi Guillaume Dupuytren depuis la fusion sous une direction unique des deux structures en 1967. Aujourd’hui, l’hôpital Joffre est fermé depuis juin 2018 ; l'AP-HP annonce en 2023 que le site sera transformé en un nouveau quartier comprenant de nouveaux logements.
En 1931, l'Assistance publique - Hôpitaux de Paris (AP-HP) installe à Draveil un sanatorium sous la direction médicale du phtisiologue Henri Nouvion.
Pendant la seconde guerre mondiale, des soldats américains évadés ou en fuite après l'échec de leur commandos, des pseudo-malades résistants, juifs, fils et filles de résistants ont été cachés au milieu des malades tuberculeux et dans les familles des médecins du Sanatorium Joffre.
Marcelle Auclair, épouse de Jean Prévost, homme de lettres et héros de la résistance, fut recueillie dans la famille Nouvion. Au début de l'année 1945 et à la suite d'une dénonciation, les médecins Nouvion, Guilbaud, Place-Verghnes et Chovelon sont arrêtés par l'armée allemande à leur sortie du sanatorium, puis relâchés quelques semaines après lors de la déroute des troupes allemandes. Seul le docteur Blondeau échappa à la rafle. Doté par le maquis d'une motocyclette, il était en mission ce matin-la pour soigner les résistants réfugiés dans la forêt de Sénart.
En 1955, l'hôpital Joffre fait l'acquisition de la Villa Lander entourée d’un parc de 1,3 hectare, bordant la Seine qui a abrité jusqu’en 2003 quatre logements de fonction. Celle-ci va bénéficier d'une restauration complète en 2024 avec le concours de l'AP-HP et de la Fondation du patrimoine.
En 1960, le sanatorium devint l'hôpital Joffre spécialisé dans les moyens et longs séjours pour personnes âgées. En 1967, devant l’engorgement des hôpitaux parisiens en patients dits « chroniques », l'AP-HP construisit en complément l'hôpital Dupuytren, rapidement associé à son prédécesseur. Au milieu des années 2000, le groupe hospitalier trouva son nom actuel. Essentiellement consacré à la prise en charge de patients âgés depuis les années 1960, l’hôpital a ainsi accompagné la naissance puis l’évolution de la gériatrie à la fois dans la pratique médicale et au sein de l'AP-HP.
Entre 2006 et 2007, les locaux du site Dupuytren ont été entièrement rénovés. Aujourd’hui, l’hôpital Joffre est fermé depuis juin 2018, Un EHPAD départemental, attenant au site de Dupuytren a été érigé.
En 2010, l'AP-HP modifia son organisation générale avec la création de groupements hospitaliers. L’hôpital de Draveil est ainsi intégré dans le groupe réunissant l’hôpital Henri-Mondor et Albert-Chenevier de Créteil, l’hôpital Georges-Clemenceau de Champcueil et l’hôpital Émile-Roux de Limeil-Brévannes. Un redéploiement des lits de soins de suite et réadaptation au sein de l'AP-HP est envisagé avec le transfert d’une partie des places de Joffre-Dupuytren vers l’hôpital Rothschild de Paris et un regroupement des laboratoires de biologie de Draveil, Champcueil et Limeil-Brévannes sur le site d'Henri-Mondor à Créteil.

## Données techniques
En 2010, l’hôpital dispose d’un budget d’exploitation de 57 000 000 €, de six cent soixante-dix-sept lits dont quarante-et-un de médecine aigüe (gériatrie, psychogériatrie, soin palliatif), et six cent trente-six lits de moyen séjour pour les soins de suite et réadaptation et lits de long séjour sur le site de Joffre. S’ajoutent douze lits en hôpital de jour et un centre d’imagerie médicale.